# قالي باف (فراوان)
قالي باف (بالفارسية: قالیباف) هي منطقة سكنية تقع في إيران في سمنان. يقدر عدد سكانها بـ 50 نسمة بحسب إحصاء 2016.